# خطة العمل الشاملة المشتركة
خطة العمل الشاملة المشتركة (بالإنجليزية: Joint Comprehensive Plan of Action) (باختصار:JCPOA) أو (بالفارسية: برنامه جامع اقدام مشترک) (باختصار: برجام) هو مستند اتفاقية المراحل الأخيرة للنقاشات بين إيران حول برنامجها النووي ودول الـ5+1 - الولايات المتحدة وروسيا والصين وفرنسا والمملكة المتحدة وألمانيا -
الاتفاقية مبنية على اتفاق جنيف الابتدائي الخاص بالبرنامج النووي الإيراني، الذي كان اتفاقًا مؤقتًا أنشأ في 24 نوڤمبر 2013، الذي فيه وافقت إيران على التخلي عن أجزاء من خطتها النووية مقابل رفع العقوبات المفروضة عليها. الاتفاقية المؤقتة فُعلّت على أرض الواقع في 20 يناير 2014. لاحقًا واقفت أطراف النقاش على تمديد مدة المفاوضات، وتم تحديد أول موعد نهائي لها في 24 نوڤمبر 2014، ولكن لاحقًا، عندما وصلت الأطراف لهذا الموعد مع استمرار النقاشات، تم تمديد الموعد لغاية 1 يوليو. 2015
وافقت إيران في 2 أبريل 2015 على تنفيذ القيود المفروضة على برنامجها النووي على الأقل لعقد من الزمن، وعلى الموافقة على التفتيشات الدولية لمراقبة تنفيذ الاتفاقية. بالمقابل، ستُرفع العقوبات الدولية في حال تقيِّد إيران بالشروط.
ووافقت أيضاً إيران في مفاوضاتها مع مجموعة (5+1)، على تخفيض عدد أجهزة الطرد المركزي التي تستخدمها في تخصيب اليورانيوم من 19 ألف جهاز إلى 6104، وستقوم بتشغيل 5060 منها فقط، بموجب الإتفاق. وفي يوم السبت 15 يناير 2016 دخل الاتفاق النووي الموقع بين طهران والدول الكبرى حيز التنفيذ، ليبدأ بالتبعية رفع العقوبات الاقتصادية التي كانت قد فرضت على طهران منذ العام 1979.

## قائمة المرافق النووية المعلنة في إيران
وفيما يلي قائمة جزئية من المنشآت النووية في إيران :
- مفاعل طهران للأبحاث (TRR).
- أصفهان مرفق تنقية اليورانيوم.
- نطنز مفاعل لتخصيب اليورانيوم.
- فوردو مفاعل لتخصيب اليورانيوم.
- أراك مفاعل للأبحاث.
- محطة بوشهر للطاقة النووية.

## ردود الفعل

### إسرائيل
بعد التوصل إلى الاتفاق، هاتف رئيس الوزراء بنيامين نتانياهو الرئيس الأمريكي باراك أوباما لبحث الاتفاق، ومصدرًا بيانًا بعد المكالمة جاء فيه «اتفاقية تقوم على اتفاق إطاري كهذا تهدد وجود إسرائيل. والبديل هو الوقوف بحزم وزيادة الضغوط على إيران حتى يجري التوصل لاتفاق أفضل.»

### السعودية
صرح مصدر مسؤول بأن السعودية كانت دائماً مع أهمية وجود اتفاق حيال برنامج إيران النووي يضمن منع إيران من الحصول على السلاح النووي بأي شكل من الأشكال، ويشتمل في الوقت ذاته على آلية تفتيش محددة وصارمة ودائمة لكل المواقع، بما فيها المواقع العسكرية، مع وجود آلية لإعادة فرض العقوبات على نحو سريع وفعال في حالة انتهاك إيران للاتفاق. وأكدت أن السعودية تقف مع استمرار العقوبات المفروضة على إيران بسبب دعمها للإرهاب وانتهاكها للاتفاقيات والمعاهدات الدولية المتعلقة بالتسليح.

## انسحاب الولايات المتحدة من الاتفاق
في 8 مايو 2018 أعلن الرئيس الأمريكي دونالد ترامب في خطاب له من البيت الأبيض انسحاب الولايات المتحدة من الاتفاق.

### شكوى إيران ضد الولايات المتحدة
قدمت إيران في 16 يوليو 2018 شكوى أمام محكمة العدل الدولية ضدّ الولايات المتحدة احتجاجا على إعادة فرض عقوبات أميركية عليها بعد خروج الولايات المتحدة من الاتفاق النووي. واتهمت إيران خلال الشكوى الولايات المتحدة بأنها تفرض «حصارا اقتصاديا» بموجب إعادة العقوبات الاقتصادية عليها. نظرت محكمة العدل الدولية في 27 أغسطس 2018 الدعوى واستمرت الجلسات الشفهية، التي طلبتها إيران بشكل أساسي من أجل إصدار حكم مؤقت، أربعة أيام. وفي 3 أكتوبر 2018 أصدرت محكمة العدل الدولية قرارها في الشكوى وأمرت الولايات المتحدة برفع العقوبات التي تستهدف السلع «ذات الغايات الإنسانية» المفروضة على إيران، كما أمرت ألا تؤثر العقوبات على المساعدات الإنسانية أو سلامة الطيران المدني.

### شروط علي خامنئي لأوروبا للحفاظ على JCPOA
بعد الانسحاب الأمريكي من خطة العمل الشاملة المشتركة، قدم قائد الثورة الإسلامية في إيران علي خامنئي 7 شروط لأوروبا للوفاء بالتزاماتها. وقال إنه من بين هذه الشروط، يتعين على القوى الأوروبية أن تضع خطوات للحفاظ على العلاقات التجارية مع البنوك الإيرانية وشراء النفط الإيراني على الرغم من الضغوط الأمريكية. وقال أيضًا إنه لا داعي لإجراء مناقشات جديدة حول برنامج الصواريخ الباليستية الإيرانية والأنشطة الإقليمية.

### رد إيران
بعد مرور عام على انسحاب الولايات المتحدة من خطة العمل الشاملة المشتركة وفرض العديد من العقوبات أحادية الجانب على إيران، قررت إيران اعتماد تدابير باستخدام حقوقها في مثل هذه الظروف. في الخطوة الأولى، وفقًا للرئيس روحاني، أوقفت إيران مبيعات اليورانيوم المخصب الزائد والماء الثقيل إلى دول أخرى، حيث تم تصديرها بالفعل بسبب العقوبات الأمريكية. قال حسن روحاني إن إيران ستستأنف تخصيب اليورانيوم بما يتجاوز 3.67 في المائة، إذا لم تستطع الأطراف الأخرى الوفاء بواجباتها للسماح لإيران بالاستفادة من المزايا الاقتصادية لـخطة العمل الشاملة المشتركة. اتخذت إيران هذا القرار بعد أن تخلت جميع الشركات الأوروبية الكبرى عن التعامل مع إيران خوفًا من العقوبات الأمريكية، بينما أدت جهود الدول الأوروبية لحماية إيران من العقوبات إلى الفشل.